# Huesca
Huesca (phát âm tiếng Tây Ban Nha: [ˈweska]; tiếng Aragon: Uesca) là một thành phố ở đông bắc Tây Ban Nha, trong cộng đồng tự trị Aragon. Đây cũng là thủ phủ của tỉnh cùng tên và của comarca Hoya de Huesca. Tính đến năm 2009, nó có dân số khoảng 52.059, gần một phần bốn dân số toàn tỉnh. Huesca là một trong những tỉnh lỵ nhỏ nhất tại Tây Ban Nha.
Lễ hội Fiestas de San Lorenzo diễn ra tại Huesca từ ngày 9 đến 15 tháng 8.

## Địa lý
Huesca nằm trên một cao nguyên ở mạn bắc Aragón, tại độ cao 488 m (1.601.05 ft) trên mực nước biển. Gần với thành phố là dãy Sierra de Guara, đạt độ cao đến 2.077 m. Tọa độ địa lý của thành phố là 42° 08´ N, 0° 24´ W.
Nó có diện tích 161,02 km ² và tiếp giáp với Almudévar, Vicién, Monflorite-Lascasas Tierz, Quicena, Loporzano, Nueno, Igriés, Banastás, Chimillas, Alerre, Barbués và Albero Bajo.
Thành phố nằm cách Zaragoza 71 km (44 mi), cách Madrid 380 km (236 mi) và cách Barcelona 273 km (169 mi).